# Eois reducta
Eois reducta là một loài bướm đêm trong họ Geometridae.